# Bernhard Schlink
Bernhard Schlink, född 6 juli 1944, är en tysk jurist och författare som skrivit den berömda romanen Högläsaren. Schlink debuterade 1987 med kriminalromanen "Selbs Justiz" (ej översatt till svenska).

## Böcker översatta till svenska
- Högläsaren (översättning Lars Hansson, Bonnier, 1997) (Der Vorleser, 1995)
- Kärleksflykter: berättelser (översättning Aimée Delblanc, Bonnier, 2001) (Liebesfluchten)
- Hemkomsten (översättning Aimée Delblanc, Bonnier, 2008) (Die Heimkehr)

## Priser och utmärkelser
- 1989 Friedrich Glauser-priset för "Selbs Justiz"
- 1993 Deutscher Krimi Pres för "Selbs Betrug"
- 1998 Hans Fallada-priset för "Högläsaren"